# Équihen-Plage
 Équihen-Plage  es una población y comuna francesa, situada en la región de Norte-Paso de Calais, departamento de Paso de Calais, en el distrito de Boulogne-sur-Mer y cantón de Outreau.

## Demografía
| 2530 | 2592 | 2868 | 3164 | 3067 | 2934 |
| Para los censos de 1962 a 1999 la población legal corresponde a la población sin duplicidades (Fuente: INSEE [Consultar]) |      |      |      |      |      |